# Jim Hall
James Stanley Jim Hall (4. december 1930 i Buffalo, New York - 10. december 2013) var en amerikansk jazzguitarist.
Hall har spillet med Chico Hamilton,Art Farmer,Bill Evans,Ben Webster,Lee Konitz,Sonny Rollins,Ella Fitzgerald,Zoot Zims,Ron Carter etc.
Han hørte til en af de toneangivende guitarister i 1950´erne og 1960´erne.
Hall har lavet omkring 30 plader i eget navn på pladeselskaberne Telarc, A&M Records og ArtistShare.

## Udvalgt Diskografi
- Jazz Guitar
- It´s Nice To Be With You
- Alone Together – Duo Med Ron Carter
- Jim Hall Live
- commitment
- Big Blues – Duo Med Art Farmer

### Som Sideman
- Undercurrent – Duo Med Bill Evans
- Interplay – Bil Evans
- Intermodulation – Bill Evans
- loose Blues – Bill Evans
- The Bridge – Sonny rollins
- To Sweden With Love – Art Farmer